# National Security
National Security är en amerikansk långfilm från 2003 i regi av Dennis Dugan, med Martin Lawrence, Steve Zahn, Colm Feore och Bill Duke i rollerna.

## Rollista
| Martin Lawrence    | – Earl Montgomery        |
| Steve Zahn         | – Hank Rafferty          |
| Colm Feore         | – Detective Frank McDuff |
| Bill Duke          | – Lieutenant Washington  |
| Eric Roberts       | – Nash                   |
| Timothy Busfield   | – Charlie Reed           |
| Robinne Lee        | – Denise                 |
| Matt McCoy         | – Robert Barton          |
| Brett Cullen       | – Heston                 |
| Cleo King          | – Woman in Car           |
| Gerry Del Sol      | – Booking Clerk          |
| Ken Lerner         | – Hank's Lawyer          |
| Mari Morrow        | – Lola                   |
| Stephen Tobolowsky | – Billy Narthax          |
| Joe Flaherty       | – Owen Fergus            |

## Produktion
Filmen är inspelad på olika platser i Los Angeles.